# Dysdera soleata
Dysdera soleata là một loài nhện trong họ Dysderidae.
Loài này thuộc chi Dysdera. Dysdera soleata được Ferdinand Karsch miêu tả năm 1881.